# Be with You (chanson d'Enrique Iglesias)
Pour les articles homonymes, voir Be with you.
Singles de Enrique Iglesias
Rhythm Divine
(1999) Could I Have This Kiss Forever
(2000)
Be with You est une chanson du chanteur espagnol Enrique Iglesias extraite de son quatrième album studio (et le premier en anglais), paru à la fin de 1999 et intitulé Enrique.
Quelques mois après la sortie de l'album, au debut de 2000, la chanson a été publiée en single. C'était le troisième single de cet album (après Bailamos et Rhythm Divine).
Elle a atteint la 4e place en Espagne (trois semaines à la 4e place en mars–avril 2000), la 11e place en Italie, la 12e place en Nouvelle-Zélande, la 13e place en Suède, la 19e place en Finlande, la 20e place en Allemagne, la 21e place en Suisse, la 26e place en Autriche, la 36e place en Australie, la 43e place en France et la 70e place aux Pays-Bas.
La chanson a aussi passé trois semaines à la 1re place du Hot 100 du magazine américain Billboard en été 2000. C'est son deuxième numéro un aux États-Unis.